# Akastos
Akastos – w mitologii greckiej syn Peliasa, króla Jolkos i Anaksibie (lub też Filomachy). Argonauta mimo woli.
Matką Akastosa była Filomacha, córka Amfiona i Niobe. 
Z żoną Astydameją (lub według innych przekazów Hippolyte Kreteis) miał trzy córki: Sterope, Stenele i Laodamię.
Uczestniczył w wyprawie Argonautów wbrew zakazom ojca, a także uczestniczył  w łowach kalidońskich.
Pelias, ojciec Akastosa, został zabity przez Medeę, wtedy Akastos wstąpił na tron Jolkos i wypędził Jazona i Medeę z miasta.
Po śmierci Peliasa objął tron w Jolkos i wypędził Jazona i Medeę z miasta. Oczyścił Peleusza z zarzutów zabicia Eurytiona, króla Ftyi, i przyjął go do swojego domu. Żona Akastosa, Astydameja lub według innych źródeł Kreteis, zakochała się w Peleuszu, a kiedy jej odmówił, zaczęła knuć intrygi przeciwko niemu. Powiedziała mężowi, że jego gość próbował ją uwieść. Akastos nie zabił Peleusza, tylko wziął go na polowanie na górę Pelion, a kiedy ten zasnął, opuścił go, ukrywając jego miecz. Po przebudzeniu Peleusz zaczął szukać miecza i przypadkowo wpadł w ręce centaurów. Gdyby nie interwencja Chirona, na pewno by zginął. Peleusz zemścił się na małżonkach zabijając ich, ciało Astymadei poćwiartował i rozrzucił w mieście.